# Biton leipoldti
Biton leipoldti är en spindeldjursart som först beskrevs av William Frederick Purcell 1899.  Biton leipoldti ingår i släktet Biton och familjen Daesiidae. Inga underarter finns listade.